# Torre San Giorgio
Torre San Giorgio là một đô thị tại tỉnh Cuneo trong vùng Piedmont của Italia, vị trí cách khoảng 40 km về phía tây nam của Torino và khoảng 40 km về phía bắc của Cuneo. Tại thời điểm ngày 31 tháng 12 năm 2004, đô thị này có dân số 696 người và diện tích 5,4 km².
Torre San Giorgio giáp các đô thị: Moretta, Saluzzo, Scarnafigi và Villanova Solaro.